# 薩摩治郎八
薩摩 治郎八（さつま じろはち、1901年（明治34年）4月13日 - 1976年（昭和51年）2月22日）は、日本の著作家。戦前は大富豪として知られ、フランスでの華麗で洒落た浪費ぶり（10年間で約600億円使ったという）から、「バロン薩摩」と呼ばれた。

## プロフィール

### 生い立ち
東京・日本橋において「薩摩治兵衛商店」を興し、一代で巨万の富を築いて「木綿王」と呼ばれた薩摩治兵衛の孫として生まれる。父は2代目薩摩治兵衛（1881年 - 1958年）。母は東京モスリン紡織会長・杉村甚兵衛の長女まさ。第一次世界大戦後の1920年（大正9年）にイギリスのオックスフォード大学に留学し、ギリシア演劇などを学びつつ、「アラビアのロレンス」として知られたトーマス・エドワード・ロレンスや藤原義江などと親交を結んだ。ロレンスの影響で英国軍の外人部隊にも入隊。戦闘に参加し負傷する。1922年（大正11年）に、大戦後の好景気を背景に隆盛を極めていたフランスのパリに移住する。

### 「バロン薩摩」
パリでは実家から与えられる莫大な仕送りを元に、16区の高級住宅街パッシーに豪奢な住居を構えたほか、カンヌやドーヴィルなどのリゾート地を行き来する生活を送り、その一方でイサドラ・ダンカンやジャン・コクトーなどとの親交を深めた。
その一方で、当時モンパルナスを拠点に活動を行っていた画家の藤田嗣治、高崎剛、高野三三男など当時パリで活躍していた日本人芸術家を支援したほか、美術や音楽、演劇などの文化後援に惜しみなく私財を投じた。一時帰国中の1925年（大正14年）10～11月、フランス人ピアニスト、アンリ・ジル＝マルシェックスの日本演奏会を帝国ホテル演芸場で開催する。
1926年（大正15年）、山田英夫伯爵の長女・千代と結婚。
同年、ニースで行われたコンクール・デレガンスには、純銀の特注シャーシを施したクライスラー・インペリアルに乗って千代とともに出場し優勝を飾るなど、ヨーロッパの社交界にその名を轟かすこととなった。豪快かつ華麗な振る舞いから、爵位がなかったのにもかかわらず「バロン・サツマ（薩摩男爵）」の愛称で呼ばれた。千代はその美貌とセンスで、ファッション誌『ミネルヴァ』『ヴォーグ』の表紙を飾った初の日本人女性となる。また千代は藤田嗣治やマリー・ローランサンから絵画の手ほどきを受け、1928年（昭和3年）のサロン・ドートンヌに入選した。1927年（昭和4年）6月、パリ・オデオン座で岡本綺堂の戯曲『修禅寺物語』が『ル・マスク（仮面）』と改題して上演され成功を収めたが、資金は次郎八が援助した。
また1927年（昭和2年）、フランス政府は各国に、留学生の宿泊研修施設をパリ14区のモンスーリ公園に隣接した国際大学都市に建設するように呼び掛けた。日本は関東大震災の直後で資金不足だったことを理由に出資を断ったが、元老・西園寺公望公爵の要請を受けた治郎八が総工費2億円を全額出資し、1929年（昭和4年）5月に「日本館」が竣工した。次郎八はこれらの活動が評価されフランス政府からレジオンドヌール勲章が贈られた。なお「日本館」は「薩摩館」とも呼ばれる。治郎八は、本来なら日本政府が支払う補助金を代わりに払い続けるなど日本館の維持にも尽力する。またルーヴェン・カトリック大学日本文化講座、日仏協会、日本人学生援助会などへの支援も惜しまず、給費留学制度の実現に向け外務省に働きかけた。
1927年の金融恐慌以降、実家の木綿問屋「薩摩治兵衛商店」は経営が苦しくなっていったが、後継者の治郎八は家業を継がずフランスで放蕩生活を送るため、父に巨額の金を仕送りさせていた。仕送りが滞るとパリの銀行で借金をして、実家から取り立ててもらっていた。支払いを拒絶すると責任問題になるため父はしぶしぶ支払い続けていたが、1929年の世界恐慌と金解禁ショックで決定的な打撃を受け、1935年（昭和10年）に「薩摩治兵衛商店」は閉店した。閉店になっても次郎八は無一文にはならなかったが、徐々に資産は目減りし、パリで所蔵していた美術品などは売り払った。1935年から1937年（昭和12）年にかけて、所蔵する油絵、絵画、貼交屏風など19点が「薩摩コレクション」としてチェコスロバキア政府に寄贈。1936年（昭和11）年にはプラハで「薩摩コレクション」展覧会が開催される。 
1937年、30歳の千代が結核を発症する。 

### 第二次世界大戦
1939年9月にヨーロッパで第二次世界大戦が勃発し、1940年にはドイツ軍にパリが占領され、親独の（日本と同じ枢軸国側についた）ヴィシー政権が設立されるなど混乱が続く中もパリに留まる。さらに1941年12月には日本も第二次世界大戦に参戦し、帰国が困難になった多くの在仏日本人がフランス国内に取り残されることとなり、同じくパリに住んでいた俳優の早川雪洲とも親交を持つ。戦時中は南仏に滞在する。
1944年には勢いを取り戻した連合国軍がフランスに上陸し、その後ヴィシー政権と対立していた「自由フランス」のシャルル・ド・ゴール将軍とともにパリに接近し、その後ドイツ軍は降伏しパリを引き渡した。これによりのパリにおける立場は「敵国人」となったものの、戦前よりフランスの上流階級との関係を持ち、さらにドイツ軍占領下においても政治的な行動を行わなかったこともあり、連合国軍や自由フランス、レジスタンスらによる迫害を受けることはなかった。
1945年8月には日本が連合国に敗北し、第二次世界大戦が終結した。その後は早川らとともに、フランス国内に取り残された多くの日本人を帰国させるために活動した。しかし自らは、フランス政府により残留することを許されたパリに留まった。
1949年（昭和24年）、日本で療養していた千代が、長野県のサナトリウム「富士見高原療養所」にて42歳で死去。

### 帰国後
連合国軍による占領が解除され、戦後の復興が進んだ1956年（昭和31年）に、治郎八は無一文で日本に完全帰国し、箱根の別荘（現「箱根小涌谷温泉 水の音」の地）にて両親と同居。新聞、雑誌の取材を受け、フランス滞在歴の長いフランス通として時折、談話を発表するようになる。箱根の別荘はのちに治郎八と妹が相続し、次郎八の相続部分は獅子文六の仲介で長谷川町子の母・サタ（貞子）に売却する。
日仏親善団体の「巴里会」に加わり、自ら企画した日仏プロ自転車競技大会を実施させ、この大会を通して知り合った加藤一の渡仏を支援するなど往年の人脈を活用し活躍していた。さらにこのころ複数の著書を出版している。また、日本初のシャンソン喫茶『銀巴里』で歌う歌手・丸山明宏に「神武以来（じんむこのかた）の美少年」というキャッチフレーズを与えた。

### 死去
1959年（昭和34年）に徳島県を訪れ、旧友の元侯爵・蜂須賀正氏の墓参りを兼ねて阿波踊りを妻・利子とともに楽しんでいた際に脳卒中で倒れる。その後は徳島で療養生活を送り、1965年（昭和40年）、フランス文化省から芸術文芸勲章を授与されたため利子と渡仏。1976年（昭和51年）に徳島で死去した。末期の水はシャトー・マルゴー。墓所は徳島市眉山町の敬台寺。
1988年（昭和63年）10 - 12月、「薩摩治郎八と巴里の日本人画家たち」展が徳島県立近代美術館で、1999年（平成11年）2 - 4月には横浜そごう美術館、奈良そごう美術館で開催された。これは、パリ在住の日本人芸術家たちが薩摩の援助を受けて、1929年（昭和4年）にパリで2回、ブリュッセルで1回開いた「仏蘭西日本美術家協会展（薩摩展）」に焦点を当てた展覧会である。主な出展作品の画家は雨田光平、荒井陸男、藤田嗣治、蕗谷虹児、福沢一郎、長谷川春子、林倭衛、板倉鼎、木内克、高野三三男、栗原信、内藤秀因、中西利雄、南城一夫、岡鹿之助、佐々木精治郎、薩摩千代、鈴木龍一、高崎剛、等々力巳吉ら。
2012年（平成24年）3～5月、「バロン・サツマが来たァ！＜薩摩治郎八関連資料受贈記念展示＞」が早稲田大学総合学術情報センターで開催され、利子から早稲田大学図書館に寄贈された次郎八の遺品を展示した。

## 家族
1926年（大正15年）に山田英夫伯爵（松平容保の三男）の長女・千代（1907年 - 1949年）と結婚した。千代の死後の1956年（昭和31年）、「秋月眸（ひとみ）」の芸名で浅草の踊り子小屋（ストリップ小屋）の花形だった真鍋利子（1931年 - 2024年、徳島市出身、県立徳島高等女学校卒）と再婚し添い遂げた。

## エピソード
- 留学当時18歳の少年であったが、月々の仕送りは当時の額で1万円（現在の価値で約3,000万円）だった。
- パリにいた多くの日本人芸術家を援助したが「パトロン気質とは、気に入らないものには1銭も出さないものだ」として佐伯祐三を認めず、援助しなかった。
- 無名時代の美輪明宏を大変かわいがっていた。
- 財産を使い切り無一文になったことに最後まで後悔しなかった。

## あだ名
- バロン薩摩
- 東洋の貴公子
- 東洋のロックフェラー

## 著書
- 巴里・女・戦争（同光社、昭和29年）
- ぶどう酒物語（村山書店、昭和33年）
- せ・し・ぼん わが半生の夢 （バロン・サツマの会、昭和33年；改訂新版：山文社、1991年）